# Rosalie Levasseur
Rosalie Levasseur, född 1749, död 1826, var en fransk operasångare, aktiv 1766-1785.
Hon var engagerad vid Parisoperan mellan 1766 och 1784. Hon fick sitt genombrott 1774, varefter hon kom att bli stjärnan i operor av Christoph Willibald Gluck i nästan ett decennium. Hon avslutade sin karriär med pension år 1784. Hon gjorde sitt sista framträdande under Gustav III besök vid hovet 1784. 